# Piper callosum
Piper callosum es un arbusto aromático tropical amazónico del género Piper perteneciente a la familia Piperaceae. Las hojas y los tallos son utilizados en la medicina tradicional de Bolivia, Perú y Brasil.

## Taxonomía
Piper callosum fue descrita por Ruiz & José Antonio Pavón y Jiménez y la descripción publicada en Florae Peruvianae, et Chilensis Prodromus 1: 34, pl. 53 en 1798.

## Importancia económica y cultural

### En la medicina tradicional
En la medicina tradicional brasileña, las hojas y el tallo joven de P. callosum se utilizan en forma de infusión o cataplasma para tratar la dismenorrea, el cólico intestinal, la diarrea, las náuseas, el dolor de muelas, el dolor reumático y muscular, las picaduras de mosquitos y la gonorrea, y tienen propiedades repelentes, astringentes, hemostáticas, digestivas, diuréticas y depurativas. En los mercados al aire libre del norte de Brasil, las partes aéreas de P. callosum se venden frescas, secas, molidas y rara vez en polvo o como ingrediente en preparaciones artesanales llamadas garrafadas con fines medicinales. La planta también se cultiva en traspatios y jardines medicinales.
El pueblo Huní Kuin en Brasil y Perú, utiliza la planta para la caza y tratar mordeduras de animales o humanos, y dolor en el rostro.
En la medicina tradicional del pueblo tacana en Bolivia, las hojas son usadas en una infusión en casos de anuria.

### Estudios farmacológicos
El aceite esencial de las hojas tiene propiedades fungicidas, antibacterianas y larvicidas.

## Nombres comunes
- En Perú, es conocido como guayusa, huayusa macho, guayosa[3]
- En Bolivia, es conocido como tudha por los tacana[4]
- En Brasil, es conocido como matricá, elixir-palegórico, ventre-livre, panquilé, óleo-elétrico y erva-de-soldado[2]